# Терехович Яким Григорович
 Яки́м Григо́рович Терехович  (*? 1883 Безуглівка Щорського району Чернігівської області — †? 1931) — вчитель, писав вірші. Дід українського поета-дисидента Леоніда Тереховича.

## Біографічні відомості
Відомо, що народився у селі Безуглівка Щорського району Чернігівської області, у селянській сім'ї.
Зі спогадів його внука, Л. Тереховича, відомо, що навчався Я. Терехович в Городнянській гімназії. За участь у революційних подіях 1905 року арештовувався.
Займав активну життєву позицію, писав вірші, публікувався. У газеті «Червоний стяг» (20 грудня 1920 р.) було надруковано вірш Я. Тереховича, в якому йдеться про участь автора в революції 1905 р., натякається про наближення визволення України.
Після в'язниці жив на хуторі Іржавець поблизу Великого Щимеля, був волосним писарем. У 1914 році його мобілізували до царського війська, де він одержав звання поручика.
Служив у Червоній Армії. У роки революції та громадянської війни став щорсівцем. У мирний час вчителював у Великому Щимелі. До арешту 29 вересня 1930 року працював завідувачем школи села Шишка Корюківського району Чернігівської області.
У 30-х роках був засланий до Сибіру де, за постановою судової «трійки» при колегії ГПУ УСРР від 27 січня 1931 року, Якима Тереховича було розстріляно, як близького до Процесу Спілки визволення України. Як написав про це С. Реп'ях:

| Якима Григоровича запеленгували і знищили на початку 1931 року як близького до Спілки визволення України. Весь гріх його, як бачимо, полягав у тому, що він любив рідний край, бажав добра йому[1] |
Відомо, що у нього було два сини — Никифор і Леонід. Перший — батько Леоніда Никифоровича Тереховича теж писав вірші, але невідомо чи друкувався. А от Леонід Якимович до війни жив у Ленінграді, писав і там друкувався.

## Поетична спадщина
З 1918 року друкував свої вірші та публіцистичні статті. С. Реп'ях так характеризує вірші Якима Тереховича, у своїй статті про його внука «Крок до Леоніда Тереховича»:

| «Вірші написані гарною українською мовою, емоційні, експресивні» [1] |
У тій же статті наводиться вірш Я. Тереховича, який було опубліковано у 1918 році у «Черниговской земской газете»:

| Ні, у світі кращого нема, як рідний край та рідна хата, як воля, доля свого брата, — а все чуже — стіна німа!.. Ні, в світі кращого нема своїх пісень, своєї мови, своєї рідної будови, чужому ж наше все — дарма!.. Ні, у світі кращого нема кохання нені свого сина, — i тяжко, сумно, — як дитина ганьбує нею, мов тварина, або звірина без ума!.. |